# Ayttm
Ayttm (acronyme de Are You Talking To Me) est un client libre de messagerie instantanée. Il prend en charge les protocoles Yahoo!, MSN, Jabber, ICQ, AIM-TOC et SMTP.
Il est basé sur le code de Everybuddy, un client multi-protocole dont le développement a été arrêté.